# Oliver Maria Schmitt

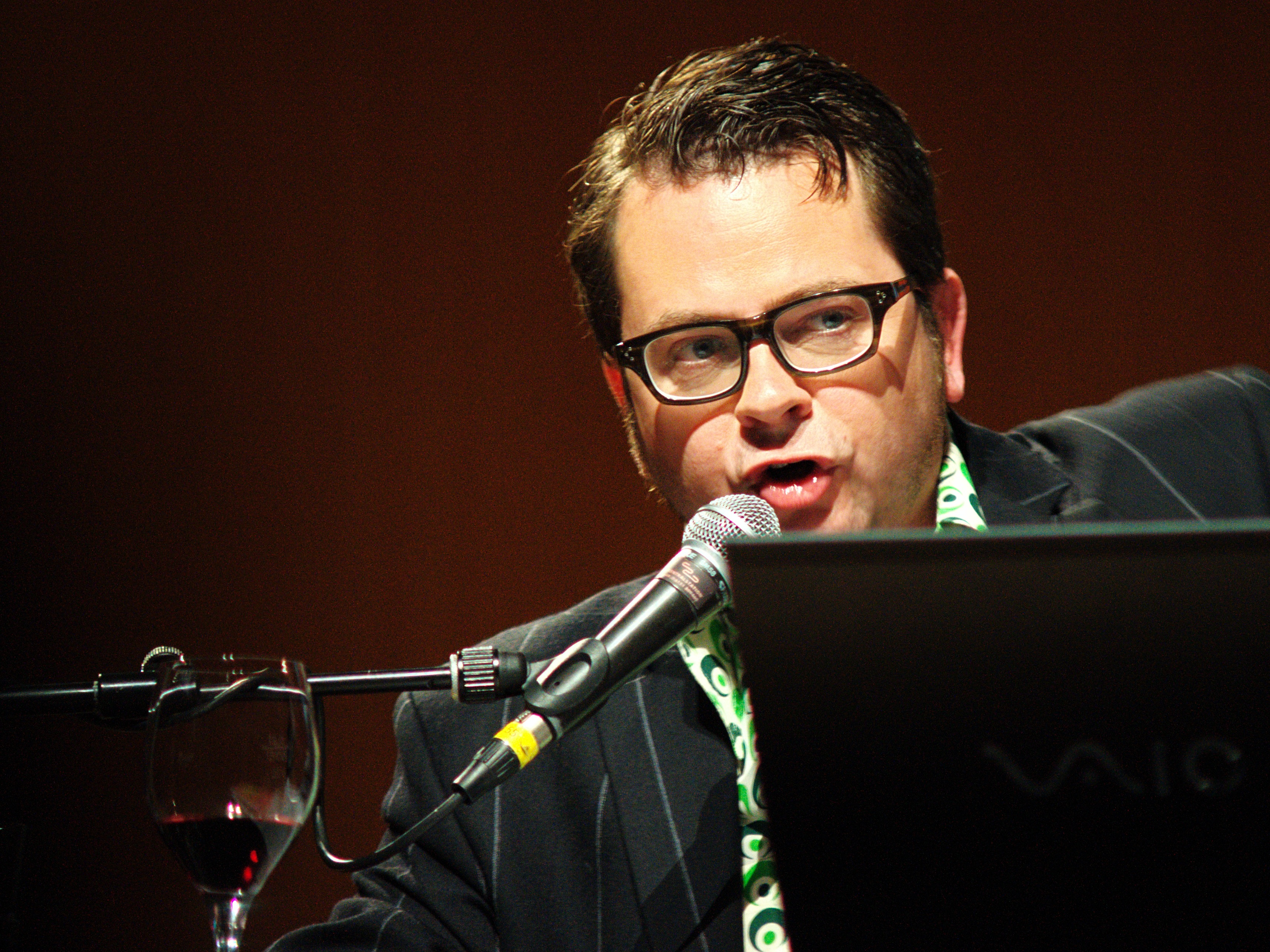
Oliver Maria Schmitt (2009)

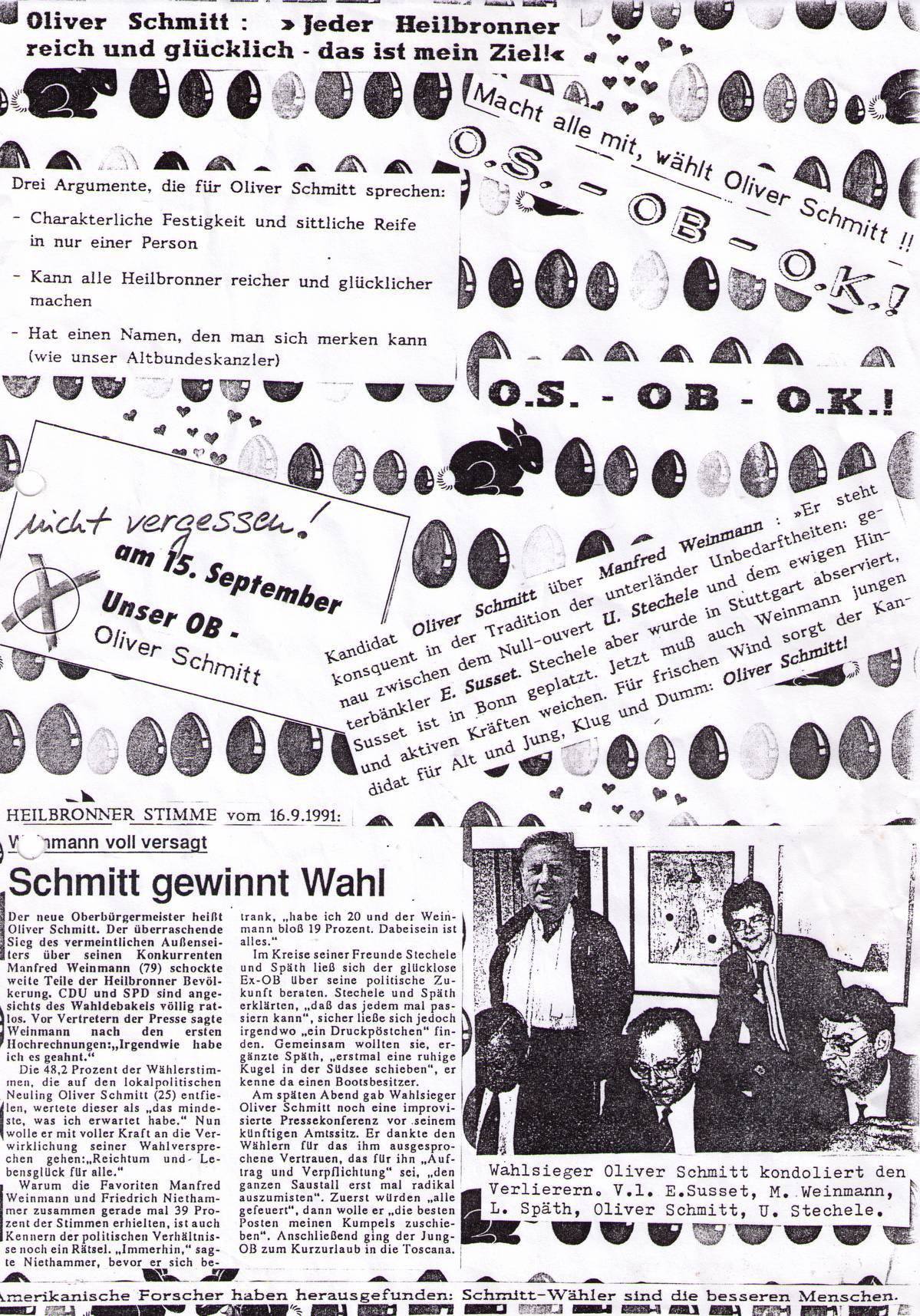
Flugblatt zur OB-Wahl in Heilbronn 1991

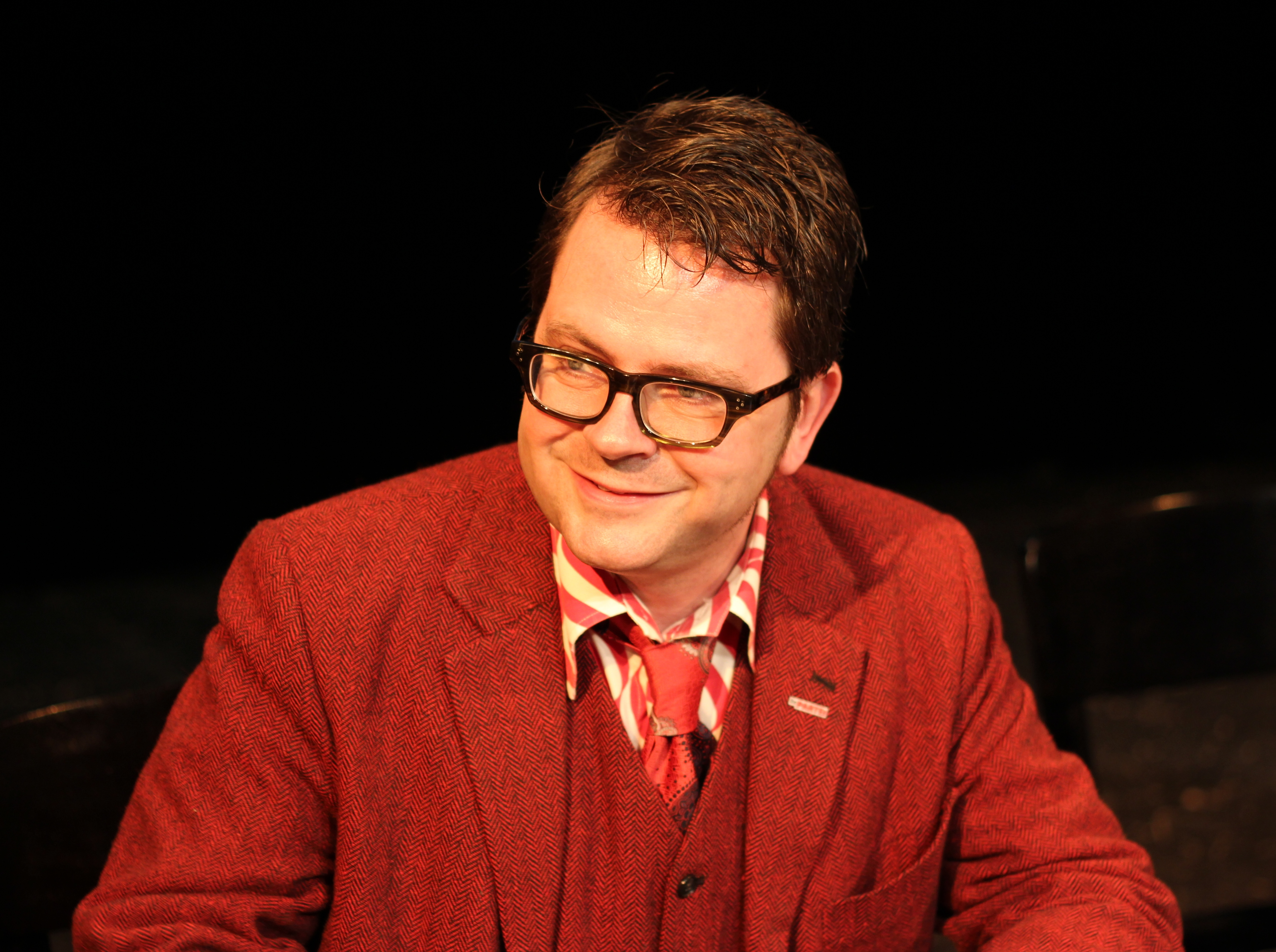
Oliver Maria Schmitt bei einer Tour der Titanic Boy Group (2012)

Oliver Maria Schmitt (* 27. April 1966 in Heilbronn) ist ein deutscher Schriftsteller. Er war von 1995 bis 2000 Chefredakteur des Satiremagazins Titanic.

## Leben
Schmitt war von 1981 bis 1987 Sänger und Gitarrist der Heilbronner Punkband Tiefschlag. 1985 legte Schmitt das Abitur am dortigen Robert-Mayer-Gymnasium ab. Er trat als unabhängiger Listenkandidat bei den Wahlen zum baden-württembergischen Landtag 1988 mit dem Slogan „Macht alle mit, wählt Oliver Schmitt“ an sowie 1991 bei den Heilbronner Oberbürgermeister-Wahlen. Bei beiden erreichte er 0,2 % der Stimmen.
Gemeinsam mit Rolf Schall inszenierte er von 1985 bis 1991 Ausstellungen, Vernissagen und Installationen mit Werken des erfundenen Künstlers Herbert F. Kietznick, dem „Meister des Mystischen Bruitismus“.
Schmitt studierte Rhetorik und Kunstgeschichte in Tübingen und Leeds. Von 1991 bis 1994 gab er in Tübingen gemeinsam mit Clemens Kieser und Bernd Kasparak das Literaturmagazin Unser Huhn heraus und verfasste mehrere Hörspiele für den Süddeutschen Rundfunk und den Südwestfunk.
Von 1995 bis 2000 war Schmitt Chefredakteur des Satiremagazins Titanic. Gemeinsam mit Arne Nannestad verfasste er die Libretti zu den Musicals FlachDachKrach – Eine Bauhaus-Revue (Uraufführung 1999 in Weimar) und I want to hold your Hendl, das 2001 in Stuttgart uraufgeführt wurde (Musik: Markus Wessel).
Schmitt ist zusammen mit Thomas Gsella und Martin Sonneborn Mitglied der Titanic Boy Group, seit ihrer Gründung 2004 Ehrenvorsitzender der Partei Die PARTEI und seit 2006 Mitherausgeber der Titanic. Er veröffentlicht regelmäßig dort und in Frankfurter Allgemeine Zeitung, Süddeutsche Zeitung, tageszeitung, konkret, Der Spiegel und Die Zeit. Seit Mai 2013 ist er Kolumnist bei GEO Saison.
Von August 2010 bis Mai 2011 produzierte er den monatlichen Videoblog Die 1000 Wunder von Frankfurt für die städtische Website frankfurt.de. Schmitt kandidierte dort 2012 für das Amt des Oberbürgermeisters und erzielte dabei mit 1,8 % der Wählerstimmen das bis dahin beste Wahlergebnis der PARTEI in einer Großstadt. Der Name seines Programms lautete „9,5 Thesen für Frankfurt – und keine für Offenbach“.
Er ist Urheber von Titelblatt und Rückseite der Titanic-Ausgabe vom Juli 2012, die Papst Benedikt XVI. mit beschmutzter Soutane zeigt und – in Anspielung auf die „Vatileaks“-Affäre – der Schlagzeile: Halleluja im Vatikan – Die undichte Stelle ist gefunden! Nach Veröffentlichung erging die Aufforderung zu einer Unterlassungserklärung durch die rechtliche Vertretung des Papstes; am 30. August zog der Heilige Stuhl seinen Antrag auf eine einstweilige Verfügung gegen das Blatt zurück.
Schmitt lebt in Frankfurt am Main.

## Auszeichnungen
Für seine in der F.A.Z. erschienene Reportage Ich bin dann mal Ertugrul wurde er mit dem Henri-Nannen-Preis 2009 ausgezeichnet.

## Publikationen
- Als Hrsg.: Herbert F. Kietznick. Die Wechseljahre 1926 – 1932. Tübingen 1992.
- Gute Güte, Göthe. Haffmans, Zürich 1999 (mit Jürgen W. Jonas).
- Als Hrsg.: Euch werd ich’s zeigen. Das Lebensbilderbuch des Chlodwig Poth. Espresso, Berlin 2001.
- Die schärfsten Kritiker der Elche. Die Neue Frankfurter Schule in Wort und Strich und Bild. Fest Verlag, Berlin 2001.
- Mit Eckhard Henscheid: Erotik Pur mit Flirt-Faktor. S. Fischer, Frankfurt 2002.
- Hit me with your Klapperstock. Edition Tiamat, Berlin 2005.
- AnarchoShnitzel schrieen sie. Ein Punkroman für die besseren Kreise. Rowohlt, Berlin 2006.
  - AnarchoShnitzel schrieen sie. CD, Argon, Berlin 2006.
- Der beste Roman aller Zeiten. Rowohlt, Berlin 2009.
- Als Mithrsg.: Titanic – Das Erstbeste aus 30 Jahren. Rowohlt, Berlin 2009.
- Mit Rudi Hurzlmeier: Das Urknall-Komplott. Edel, Hamburg 2009.
- Als Mithrsg.: Titanic – Das totale Promi-Massaker. Rowohlt, Berlin 2011.
- Mein Wahlkampf. Rowohlt, Berlin 2013.
- Ich bin dann mal Ertugrul. Traumreisen durch die Hölle und zurück. Rowohlt, Berlin 2015.
- Mit Thomas Gsella und Martin Sonneborn: TITANIC BoyGroup Greatest Hits – 20 Jahre Krawall für Deutschland. Rowohlt, Berlin 2015.
- Wenn schon tot, dann in Heilbronn. Die 25 weltbesten Hanix-Kolumnen aus Heilbronn und Übersee. Edition Hanix, Heilbronn 2020.
- KomaSee. Roman. Rowohlt, Berlin 2025.